# Ростислав (Киевска Рус)
Вижте пояснителната страница за други личности с името Ростислав.
Ростисла́в Мстисла́вич е велик княз на Киевска Рус през 1154 – 1155, 1158 – 1161 и 1161 – 1167. Той е син на Мстислав Велики. През по-голямата част от управлението си воюва със своя чичо Юрий Долгорукий.